# Amblysaphes striatus
Amblysaphes striatus là một loài bọ cánh cứng trong họ Cerambycidae.